# Paul Lambert (acteur)
Paul Lambert (El Paso, 1 augustus 1922 – Santa Monica, 27 april 1997), was een Amerikaans acteur.

## Biografie
Lambert werd geboren als Lambert Morris Blass in El Paso (Texas) en groeide op in Kansas City (Missouri). Tijdens de Tweede Wereldoorlog was hij luitenant bij de United States Army Air Forces.
Hij volgde een opleiding aan het Actors' Laboratory Theatre in Los Angeles en verhuisde vervolgens naar New York, waar hij eerst Off-Broadway werkte en vervolgens met Rod Steiger op Broadway speelde in een heropvoering van Clifford Odets' Night Music.
Zijn debuut op het grote scherm was in Spartacus. Andere bekende films waarin hij te zien was waren onder andere Planet of the Apes en All the President's Men.
Hij speelde echter voornamelijk gastrollen in talloze televisieseries waaronder The Twilight Zone, The Man from U.N.C.L.E., Perry Mason, The Wild Wild West, Barnaby Jones, The Dukes of Hazzard, Lou Grant, Knight Rider, Dallas, Matlock en Star Trek: The Next Generation. Zijn acteercarrière liep tot in de jaren 90, zijn laatste optreden was een gastrol in de dramaserie Murder One.
Lambert was getrouwd met Grete Hansen van 1960 tot hun scheiding in 1970, het paar kreeg twee kinderen. Hij overleed op 74-jarige leeftijd in St. John’s Medical Center in zijn woonplaats Santa Monica (Californië).